# Дамаджадасрі III
Дамаджадасрі III — сакський правитель з династії Західні Кшатрапи.